# Mpororoite
La mpororoite è un minerale.